# Trissomia 16
A Trissomia 16 refere-se à aneuploidia onde existem 3 cópias do cromossomo 16. É causa frequente de aborto espontâneo nos três primeiros meses de gestação. Há registro de um bebê que sobreviveu durante 99 dias.